# František Václav Lobkowicz
František Václav Lobkowicz (né le 5 janvier 1948 à Plzeň et mort le 17 février 2022 à Ostrava), est un évêque catholique tchèque.

## Biographie
Après le baccalauréat, il étudie d'abord à la faculté de philosophie de l'université Charles de Prague. À partir de 1967, il étudie la théologie catholique au séminaire de Litoměřice et à l'université Léopold-François d'Innsbruck. En 1968 il entre dans l'ordre des Prémontrés. En 1972, il est ordonné prêtre à Prague. Il devient alors vicaire dans les villes moraves et silésiennes de Český Těšín, Frýdek-Místek et Jablunkov. De 1984 à 1990, il est curé à Ostrava.
Le 17 mars 1990, Jean-Paul II le nomme évêque titulaire in partibus infidelium de Catabum Castra (de) et évêque auxiliaire de l'archevêché de Prague. En 1996, il devient le premier évêque du diocèse nouvellement créé d'Ostrava-Opava (de).
František Václav Lobkowicz descend de l'illustre famille des Lobkowicz, appartenant à la noblesse tchèque.